# Население Шотландии
| Численность населения Шотландии | Численность населения Шотландии | Численность населения Шотландии | Численность населения Шотландии | Численность населения Шотландии | Численность населения Шотландии | Численность населения Шотландии | Численность населения Шотландии | Численность населения Шотландии |
| 1500                            | 1600                            | 1707                            | 1755                            | 1801                            | 1811                            | 1821                            | 1831                            | 1841                            |
| ------------------------------- | ------------------------------- | ------------------------------- | ------------------------------- | ------------------------------- | ------------------------------- | ------------------------------- | ------------------------------- | ------------------------------- |
| 500 000                         | ↗800 000                        | ↗1 000 000                      | ↗1 265 400                      | ↗1 608 400                      | ↗1 805 900                      | ↗2 091 500                      | ↗2 364 400                      | ↗2 620 200                      |
| 1851                            | 1861                            | 1871                            | 1881                            | 1891                            | 1901                            | 1911                            | 1921                            | 1931                            |
| ↗2 888 700                      | ↗3 062 300                      | ↗3 360 000                      | ↗3 735 600                      | ↗4 025 600                      | ↗4 472 100                      | ↗4 760 900                      | ↗4 882 400                      | ↘4 843 000                      |
| 1939                            | 1951                            | 1961                            | 1971                            | 1981                            | 1991                            | 2000                            | 2001                            | 2002                            |
| ↗5 006 700                      | ↗5 096 000                      | ↗5 179 000                      | ↗5 229 000                      | ↘5 035 000                      | ↗5 083 000                      | ↘5 063 000                      | ↗5 064 000                      | ↘5 055 000                      |
| 2003                            | 2004                            | 2005                            | 2006                            | 2007                            | 2008                            | 2009                            | 2010                            | 2011                            |
| ↗5 057 000                      | ↗5 078 000                      | ↗5 095 000                      | ↗5 117 000                      | ↗5 144 200                      | ↗5 170 000                      | ↗5 194 000                      | ↗5 222 000                      | ↗5 295 400                      |
| 2012                            | 2013                            | 2014                            | 2015                            | 2016                            | 2017                            | 2018                            |                                 |                                 |
| ↗5 313 000                      | ↗5 327 000                      | ↗5 347 600                      | ↗5 373 000                      | ↗5 404 700                      | ↗5 424 800                      | ↗5 438 000                      |                                 |                                 |

По результатам переписи 2011 г. население Шотландии составляет 5,295 млн чел. Если бы Шотландия была независимым государством, она занимала бы 113 место по численности населения в мире. Шотландцы составляют 84 %, англичане — 7,9 %, прочие европейцы 4,1% (в том числе ирландцы - 54 тыс.чел., поляки — 61 тыс. чел.), азиаты - 141 тыс.чел. или 2,7 %(больше всего пакистанцы — 50 тыс. чел.), цветное и смешанное население (выходцы из Африки, стран Карибского моря, арабы) — 70 тыс. чел.(1,3 %).
В XVIII—XIX вв. Шотландия была регионом массовой эмиграции, поэтому в настоящее время значительное число потомков шотландцев живёт за рубежом. В США, согласно переписи 2000 г., проживало 9,2 млн американцев шотландского и шотландско-ирландского (то есть шотландцы из Ольстера) происхождения, или 3 % от всего населения. Однако, по разным оценкам, реальная численность потомков шотландцев в США достигает 25-30 млн чел., то есть, 8-9 % всего населения. Перепись населения Канады в 2006 г. показала наличие 4,7 млн канадцев шотландского происхождения (15 % населения). Кроме того, шотландцы живут в Австралии (1,8 млн чел. или 8 %),  в Новой Зеландии (0,8 млн чел. или 20 %), ЮАР, на юге Патагонии (Аргентина и Чили) - свыше 100 тыс.чел.
По данным Национальной статистической службы Великобритании (2014), 45 % населения Шотландии в возрасте от 25 до 64 лет имеют высшее и послевузовское образование, что является едва ли не самой большой долей среди всех стран мира.

### Язык
В настоящее время в Великобритании нет официально принятого государственного языка, однако на территории Шотландии используются три языка — английский (который де-факто является главным), шотландский гэльский и англо-шотландский (скотс). Шотландский гэльский и англо-шотландский языки были официально признаны в 1992 г. Европейской хартией региональных языков и языков меньшинств, которую в 2001 г. ратифицировало правительство Великобритании.

### Вероисповедание
Большинство составляют приверженцы национальной церкви Шотландии, организованной по пресвитерианскому типу. Около 16 % населения Шотландии составляют приверженцы Римско-Католической Церкви. Примерно 28 % жителей — атеисты.